# Aida (pigenavn)
 For alternative betydninger, se Aida. (Se også artikler, som begynder med Aida)
Aida er et pigenavn, der stammer fra arabisk og betyder "vender tilbage". Lidt over 400 danskere bærer navnet ifølge Danmarks Statistik.

## Navnet anvendt i fiktion
- Aida er navnet på en etiopisk prinsesse i operaen Aida af Giuseppe Verdi.